# Triphysa pupillata
Triphysa pupillata är en fjärilsart som beskrevs av Igor Kozhanchikov 1936. Triphysa pupillata ingår i släktet Triphysa och familjen praktfjärilar. Inga underarter finns listade i Catalogue of Life.